# Villnäs kyrka
Villnäs kyrka (finska: Askaisten kirkko) är en luthersk stenkyrkobyggnad i Villnäs i Masku kommun i det finländska landskapet Egentliga Finland. Stenkyrkan härstammar från 1600-talet och bredvid kyrkan finns en klockstapel i trä från 1779. Kyrkan ägs av Masku församling.
Villnäs kyrka bildar tillsammans med Villnäs slott en värdefull kulturmiljö av riksintresse och åtnjuter lagskydd.

## Historia och arkitektur
Villnäs kyrkas exakta byggår är okänt. Det har funnits en tidigare kyrka på samma plats, troligtvis av trä. Kyrkans nuvarande utseende härstammar från generalguvernör Herman Claesson Flemings förnyelse från 1653. Fleming, som då var ägare till Villnäs slott, lät först bygga kyrkan som slottets kapell.
De nedre delarna av Villnäs kyrkas väggar är av sten medan den övre delen är byggd av tegel. Kyrkans väggar är vitkalkade. Sakristian ligger på kyrkans norra sida och på dess södra sida finns förrummet till släkten Carpelans gravkammare. Kyrkans spåntak representerar nederländska sadeltaksstil och pryds av tre dekorativa kors.
Det inre taket i kyrkan består av ett skepp med tre valv. Kyrkans yttre dörr har ursprungliga detaljer, såsom låset från 1600-talet. Enligt traditionen var dörren krigsbyte från trettioåriga kriget. Ett av fönstren på kyrkans södra sida har en glasmålning som representerar Klas Hermansson Fleming och hans hustrur Elin Henriksdotter Horn och Dorotea von Rappen. Målningarna antas härstamma från den tidigare kyrkan. Villnäs kyrkas äldsta fönster är från 1653 och därmed de äldsta bevarade fönstren i Finland.

### Klockstapel
Bredvid Villnäs kyrka finns en klockstapel byggd av Mikael Piimänen år 1779. Klockstapelns nedre del är av sten och den övre delen av trä. Även klockstapeln har ett spåntak. I klockstapeln finns tre kyrkklockor, varav de två äldsta donerades av Villnäs slott. Den minsta klockan tillverkades i Tallinn 1548.

## Inredning

### Predikstol

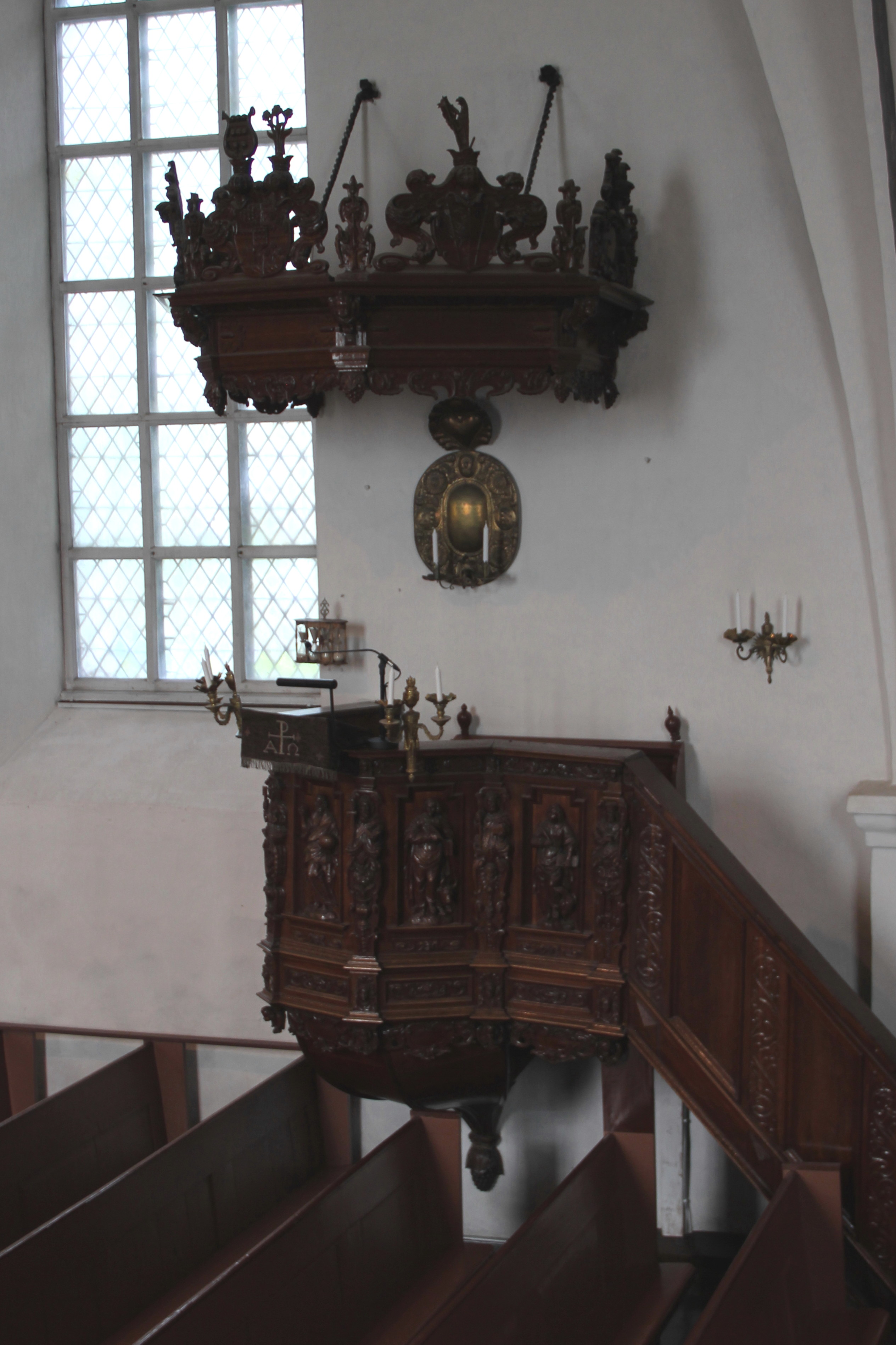
Predikstolen.

Predikstolen, tillverkad av ek och härstammande från Tyskland, tillverkades av en hovsnickare från Flensburg och donerades till kyrkan av Herman Claesson Fleming och hans hustru Kristina Rosladin. Alternativt berättas det att både predikstolen och kyrkdörren var krigsbyte. Predikstolen är rikt dekorerad med många reliefer som avbildar Frälsaren, apostlar och evangelister. Dess takdel bär Herman Flemings och Kristina Rosladins vapensköldar.

### Kyrkbänkar
Ägarna av Villnäs slott hade sina egna kyrkbänkar i koret. Dessa bänkar var ursprungligen placerade på golvnivån, men när kyrkan rustades upp för hovjunkare Herman Flemings (1734–1789) och Anna Rehbinders vigsel, flyttades bänkarna upp på en läktare som vilar på pelare. I bänken på högra sidan återfinns Flemings vapensköld och på den vänstra sidan Rehbinders vapensköld. Bänkarna tros härstamma från 1600-talet.

### Orgel
Villnäs kyrkas orgel, med 12 stämmor, byggdes av orgelfabriken Hans Heinrich år 1979.

### Altartavla

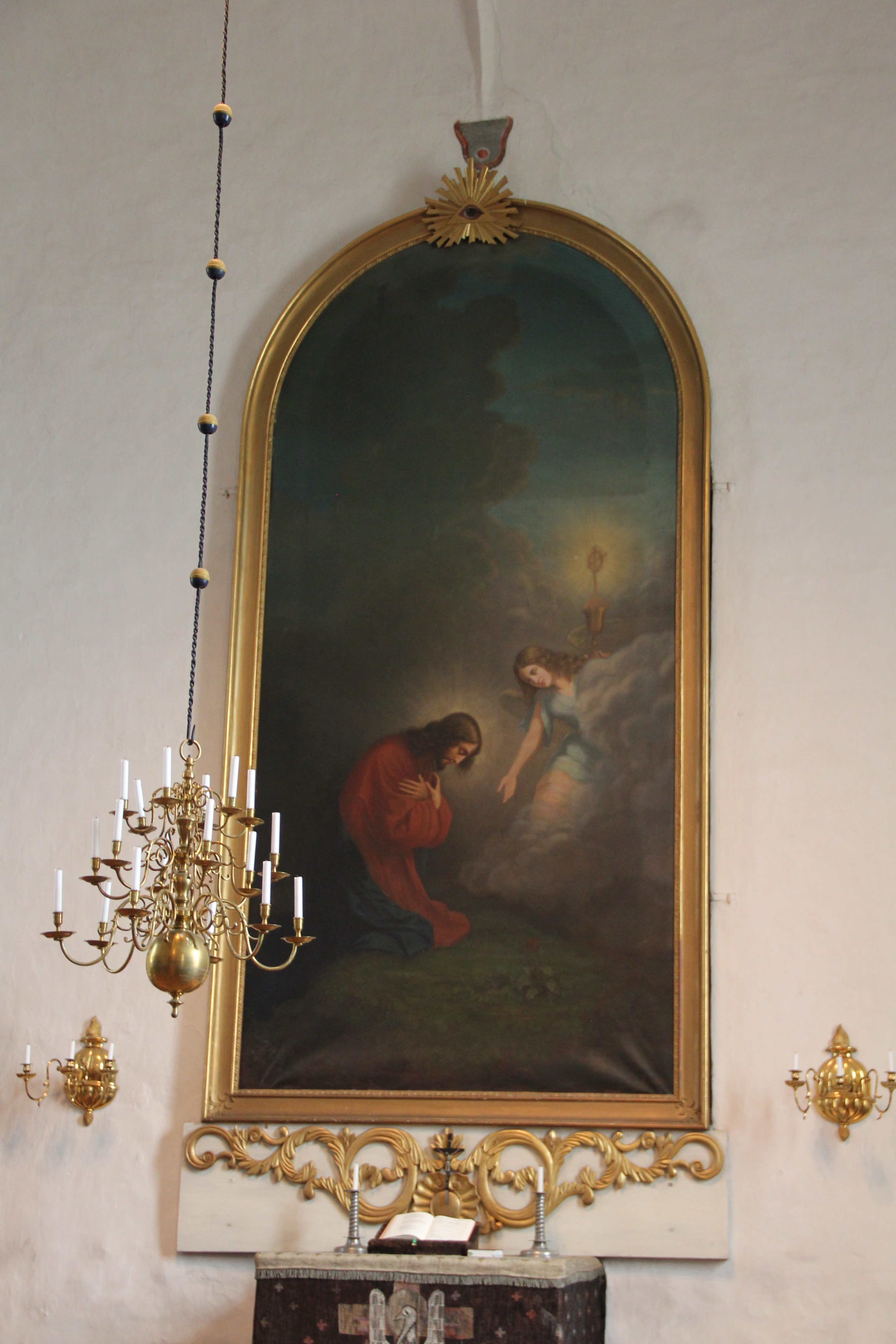
Altartavlan.

Kyrkans altartavla målades av August Tholander 1859 och donerades av ägaren till Lemsjöholm gård, Lars Gabriel von Haartman; motivet är Frälsaren i Getsemane. Den tidigare altartavlan har flyttats till kyrkans sakristia och målades av Jonas Bergman år 1749. Den tidigare altartavlan finns i två delar, där den övre delen avbildar Kristus på korset och den undre delen nattvardens instiftelse.

### Ljuskronor
Det finns tre ljuskronor i Villnäs kyrka. Ljuskronan i kyrkans kor donerades 1928 av marskalk Gustaf Mannerheim. Kyrkans äldsta ljuskrona köptes 1684 och den tredje ljuskronan donerades 1733.

### Begravningsvapen
Det finns flera begravningsvapen i Villnäs kyrka, bland annat Gustaf Flemings vapen från 1687 och överste Kristian von Stefgrens vapen från 1695. På orgelläktarens högra sida hänger Johan Freytags begravningsvapen från 1668. Dessutom finns Herman Klasson Flemings begravningsvapen från 1652 i kyrkan.

### Övrig inredning
Till kyrkans inventarier hör ett golvur som donerades av kyrkans unga män år 1823. Kyrkotextilierna är från 1983 och tillverkades av konstnären Hulda Potila från Villnäs.

## Gravkapell
Under kyrkgolvet finns släkten Flemings gravkor. Släkten Fleming ägde Villnäs slott från mitten av 1400-talet fram till 1792. Dessutom finns släkten Carpelans gravkor under kyrkans golv. Släkten Carpelan ägde Odensaari gård i Masku socken från mitten av 1600-talet fram till 1754 och igen från 1764 och fortfarande.

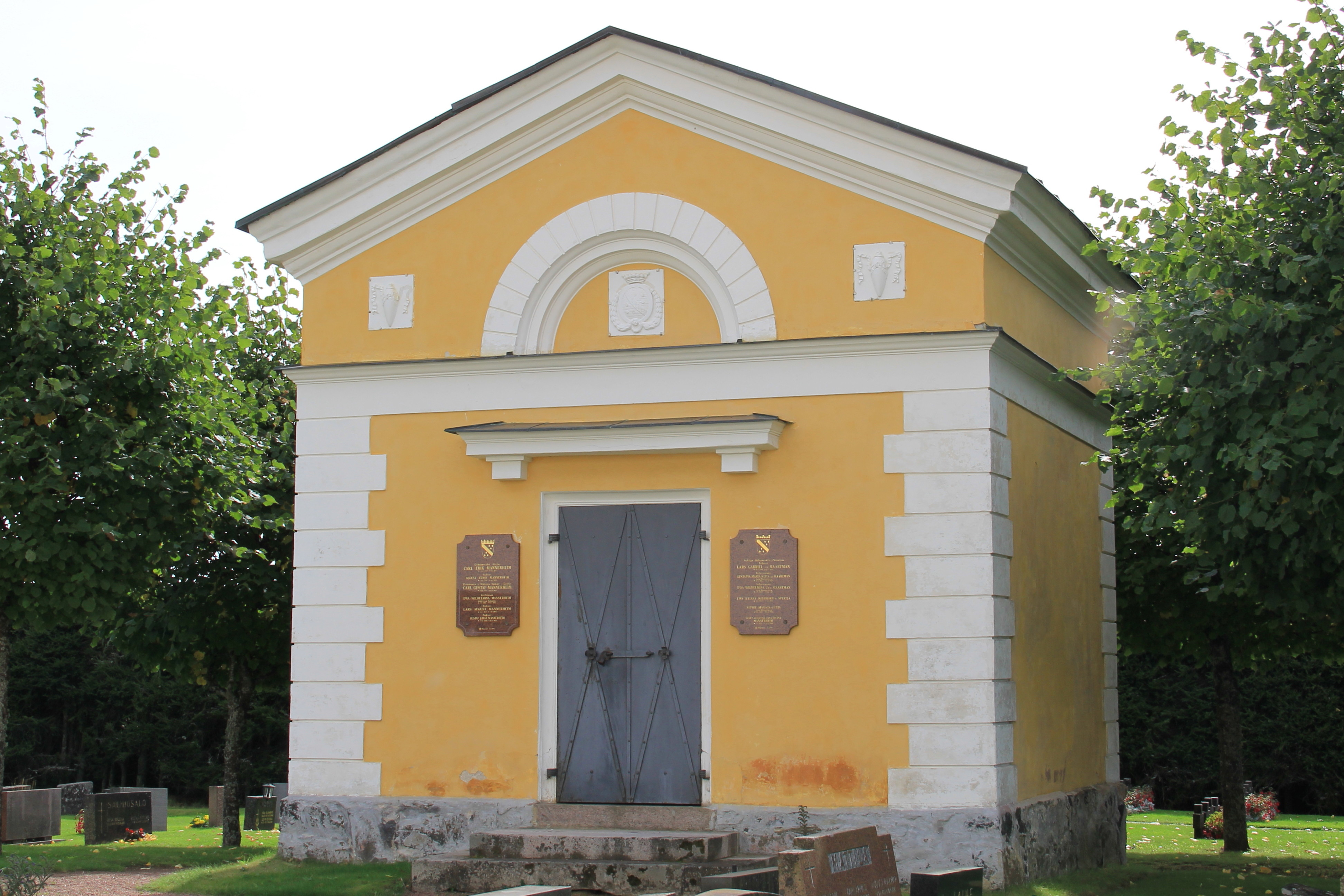
Släkten Mannerheims gravkapell.

På gravgården finns släkten Mannerheims gravkapell som representerar nyklassisk stil. Gravkapellet, ritat av C. L. Engel, byggdes år 1823. Byggherren var Carl Erik Mannerheim. Släkten Mannerheim ägde Villnäs slott efter släkten Fleming.

### Hjältegravar
Minnesmärket på Villnäs hjältegravar har designats av Markku Ekblom och invigdes år 1951. Reliefen på gravmonumentet föreställer en far som lämnar för fronten och tar farväl av sin hustru och sitt barn. Det finns 28 hjältegravar i Villnäs, varav 27 är på hjältegravsområde och en i familjegrav.

## Bilder

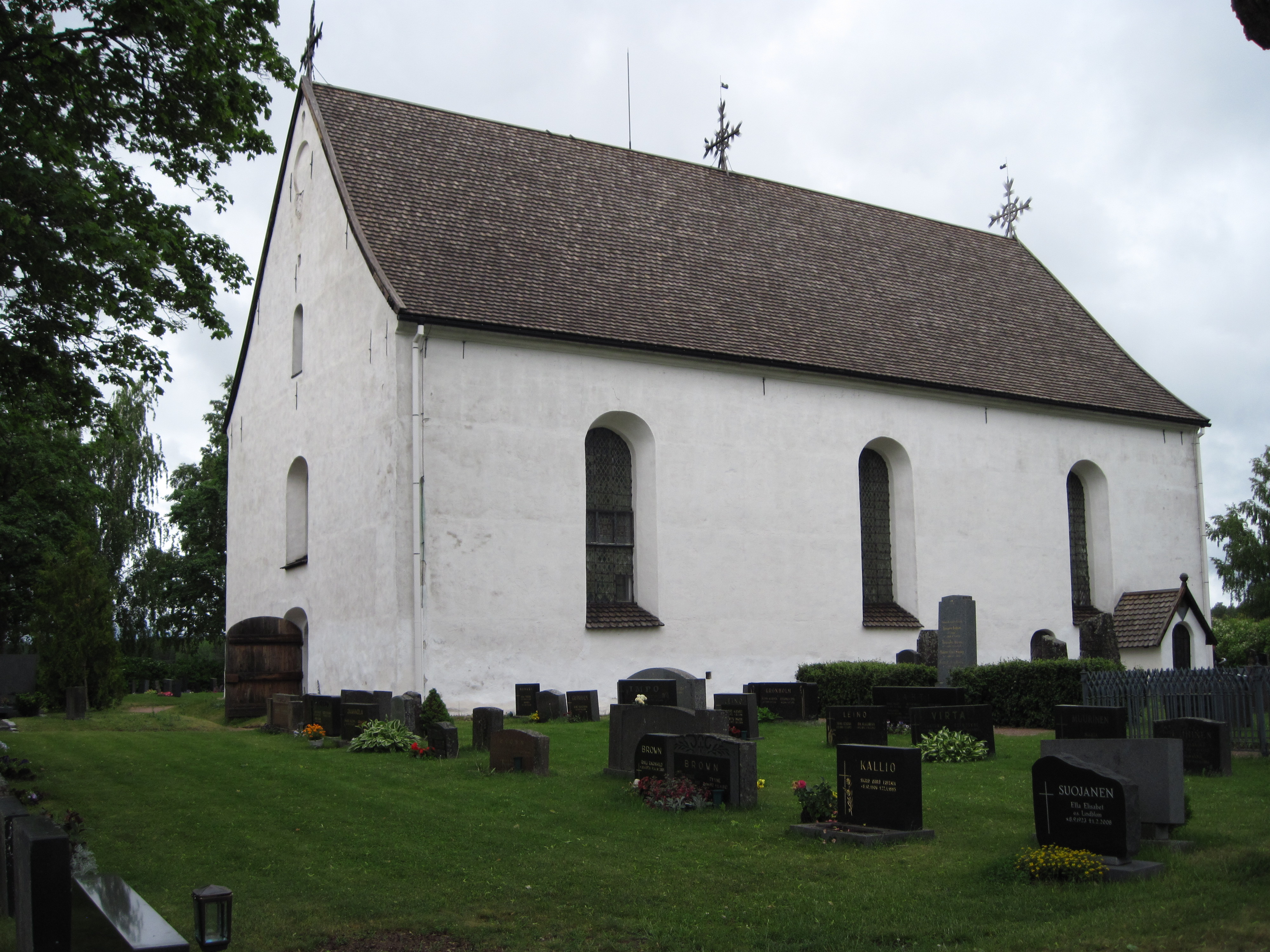
Villnäs kyrka.
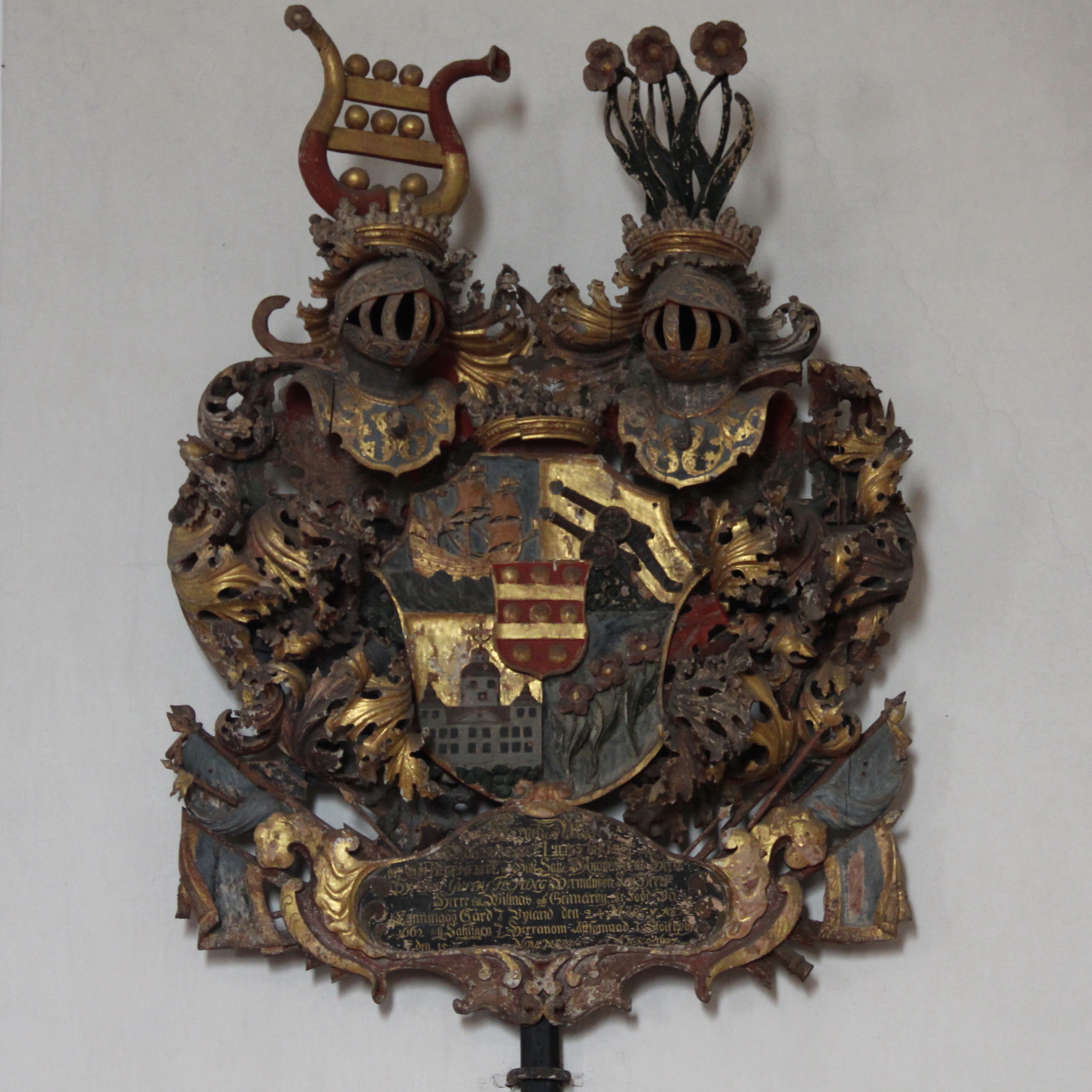
Begravningsvapen i kyrkan.
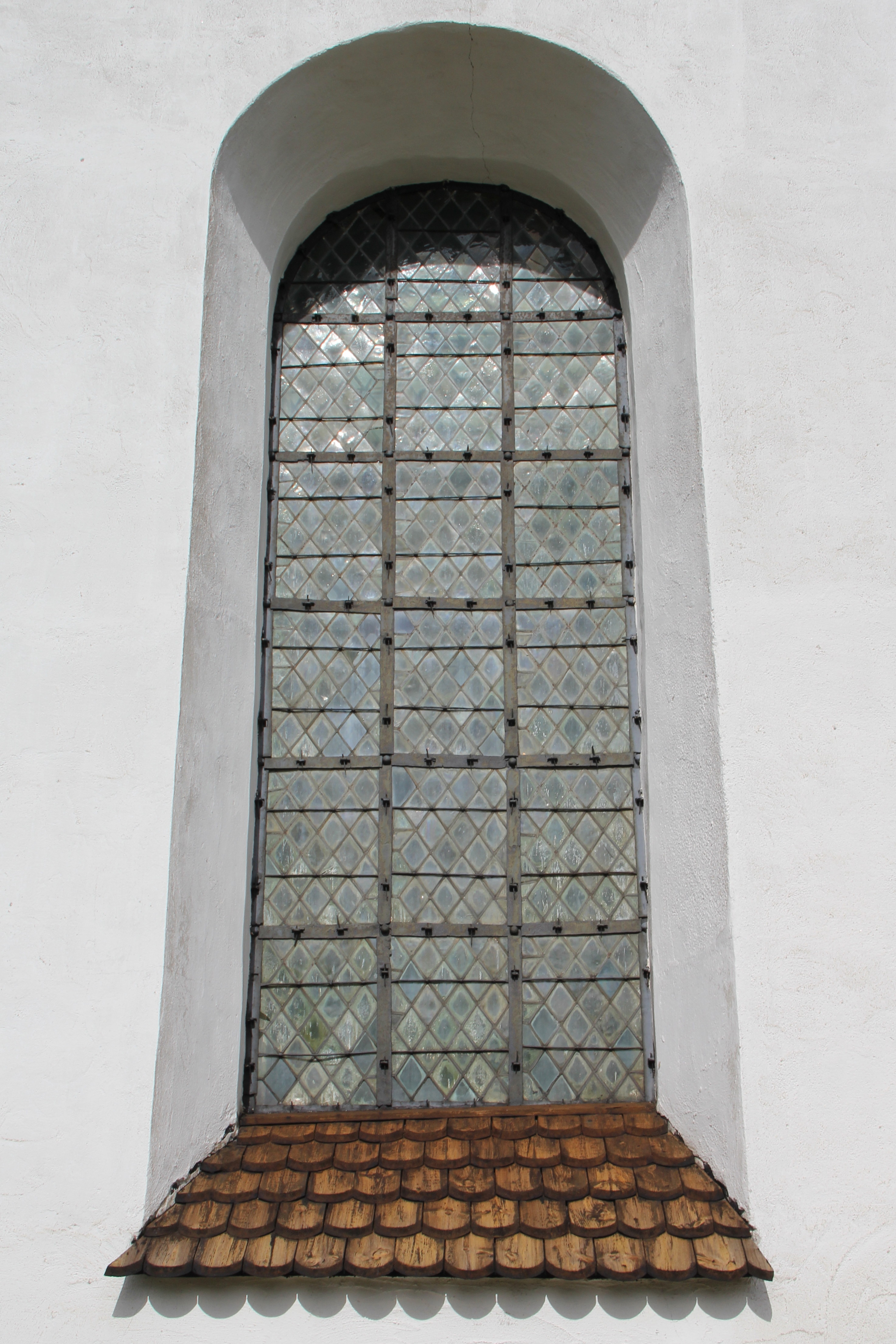
Kyrkans fönster.
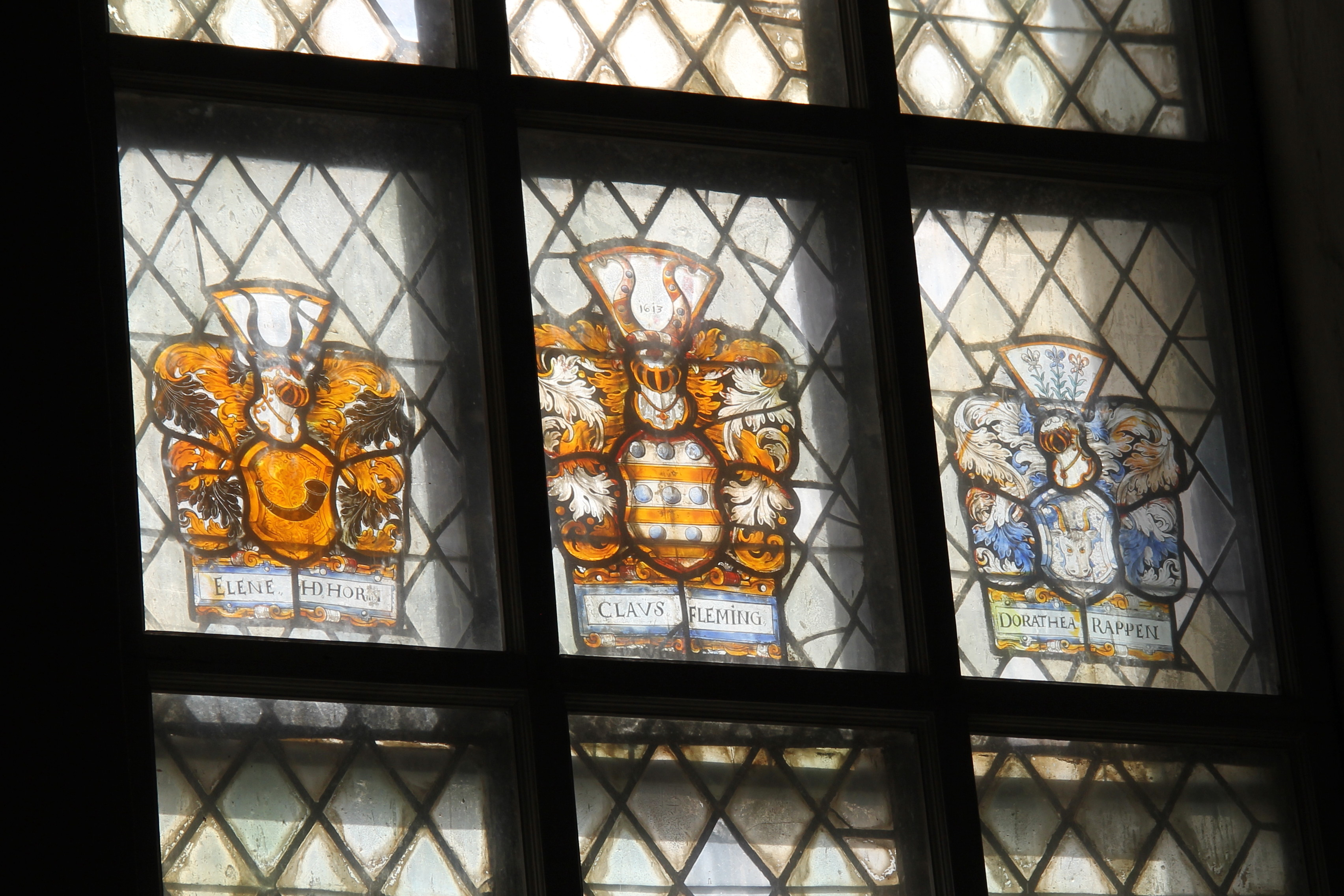
Släktvapnen i fönstret.
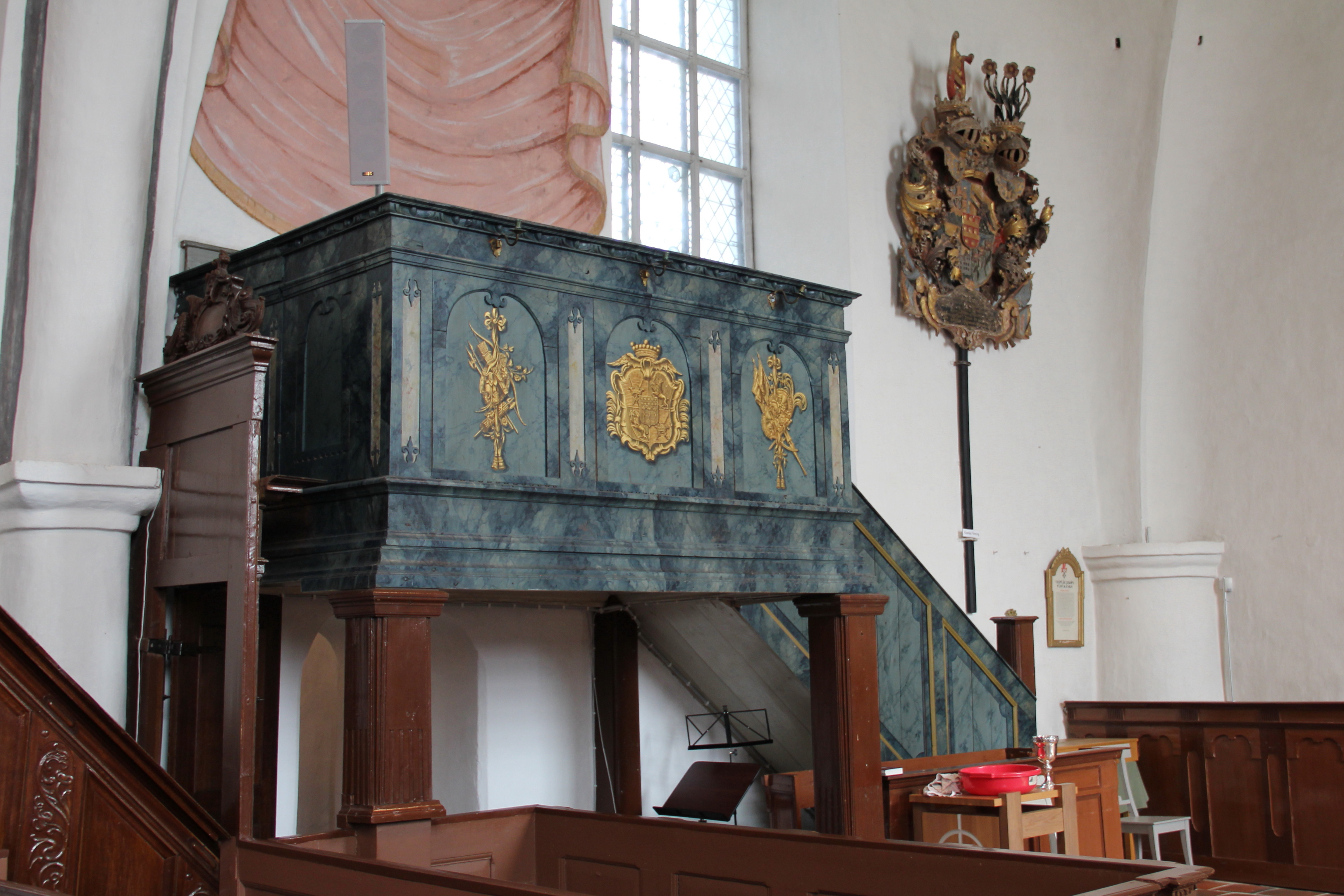
Kyrkbänkar på läktaren.
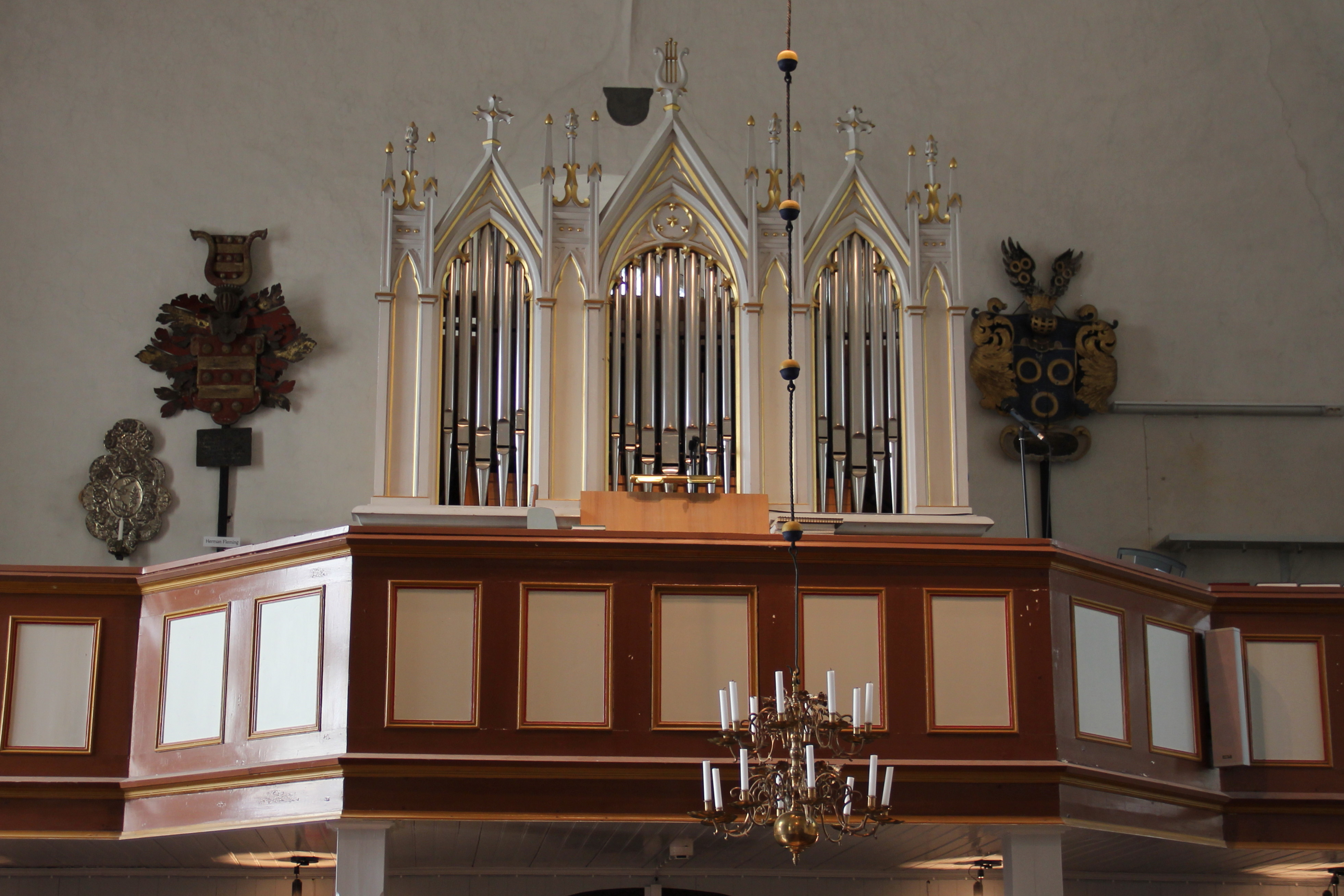
Orgeln
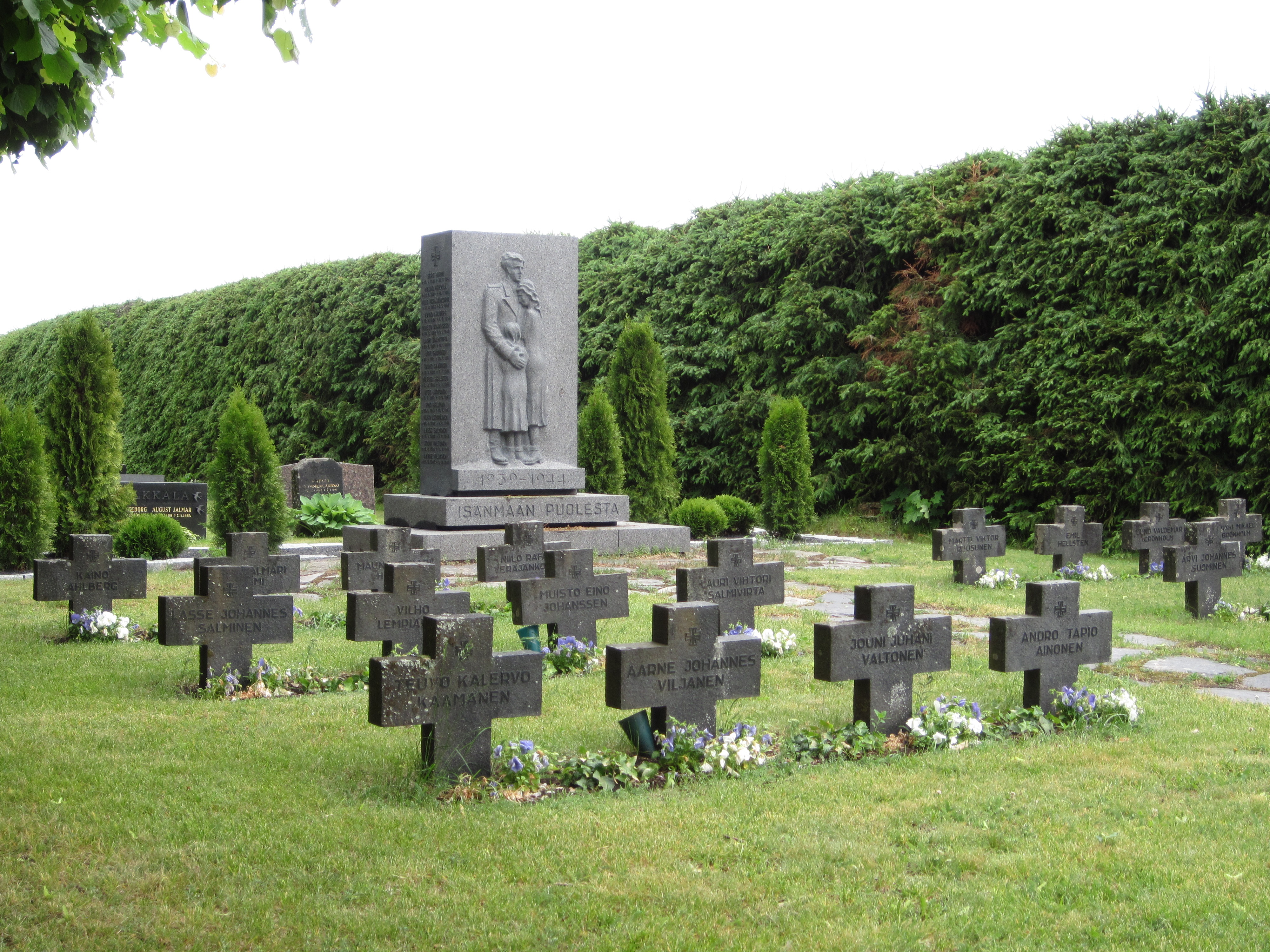
Hjältegravar.
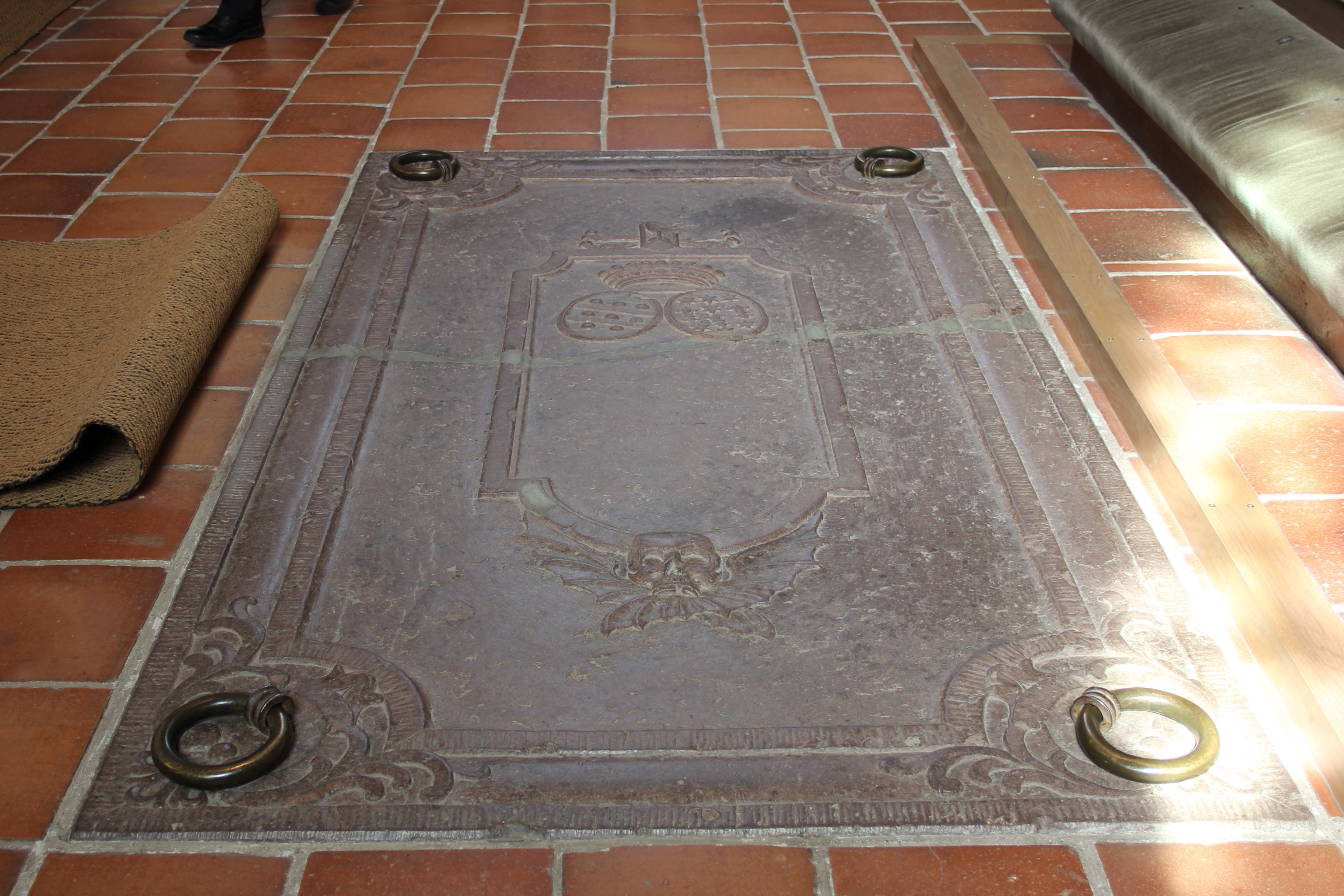
Gravsten på kyrkans golv.